# Corey Sevier
Corey Sevier (Ajax, 3 de julio de 1984) es un actor canadiense. Él es más conocido por su papel de Gabriel McKay en la serie de televisión North Shore y por Timmy Cabot en la serie de televisión Lassie, de los años 1990.

## Biografía
Corey nació en Ajax, Ontario, Canadá el 3 de julio de 1984. Es hijo de Lynda y Bruce Sevier. En 1997 obtiene uno de sus papeles más importantes de su carrera, interpretando a Timmy Cabot en la serie Lassie. También interpretó a Dan en Little Men de 1998 a 1999. Sevier tiene un papel recurrente en Cedar Cove.

## Filmografía

### Cine
| Año  | Película                  | Rol           | Notas |
| ---- | ------------------------- | ------------- | ----- |
| 1994 | And Then There Was One    | Grim Reaper   |       |
| 2004 | Decoys                    | Luke Callahan |       |
| 2006 | Surf School               | Jordan        |       |
| 2007 | Decoys 2: Alien Seduction | Luke Callahan | [ 4 ] |
| 2007 | Metamorphosis             | Keith         |       |
| 2007 | House of Fears            | Carter        |       |
| 2007 | A Broken Life             | Bud           |       |
| 2010 | The Lost Future           | Savan         |       |
| 2011 | Age of the Dragons        | Ishmael       |       |
| 2011 | Immortals                 | Apollo        |       |
| 2012 | Osombie                   | Chip          |       |
| 2012 | Apartment 1303            | Mark          | [ 5 ] |
| 2012 | Awaken                    | Alex          |       |

### Series
| Año       | Serie                  | Rol                            | Notas |
| --------- | ---------------------- | ------------------------------ | ----- |
| 1993      | J.F.K.: Reckless Youth | Young Joseph P. Kennedy, Jr.   |       |
| 1993      | Family Pictures        | Mack Eberlin, joven            |       |
| 1997-1999 | Lassie                 | Timmy Cabot                    | [ 2 ] |
| 1998      | Summer of the Monkeys  | Jay Berry Lee                  |       |
| 1995-1998 | Goosebumps             | Ryan, Eddie                    |       |
| 1998-1999 | Little Men             | Dan 'Looking Forward' Maddison |       |
| 2002-2003 | 2030 CE                | Hart Greyson                   |       |
| 2003      | Black Sash             | Trip Brady                     |       |
| 2003      | Student Seduction      | Josh Gains                     |       |
| 2003-2004 | Wild Card              | Julian                         |       |
| 2004-2005 | North Shore            | Gabriel McKay                  |       |
| 2005      | Code Breakers          | Bob Blaik                      |       |
| 2005      | Gospel of Deceit       | Luke                           |       |
| 2007      | Instant Star           | Hunter                         |       |
| 2008-2009 | The Best Years         | Jake                           |       |
| 2010      | The Lost Future        | Savan                          |       |
| 2012      | A Star for Christmas   | Alex                           |       |
| 2013      | Cedar Cove             | Seth                           | [ 3 ] |
| 2014      | Supernatural           | Larry                          |       |